# Balletdanser (dokumentarfilm)
Balletdanser er en dansk portrætfilm fra 2002 instrueret af Tine Katinka Jensen efter eget manuskript.

## Handling
Emilie er 11 år. Hun går på balletskole i Holstebro, men drømmer om New York. Først går turen dog til København, hvor hun og veninderne er på egen hånd og skal prøve kræfter med Det Kongelige Teaters Balletskole.

## Medvirkende
- Emilie Schach